# Sofronio di Cipro
Sofronio di Cipro (fl. VII secolo) è stato un vescovo cipriota, venerato come santo dalla Chiesa cattolica e da quella ortodossa.

## Agiografia
Sofronio fu vescovo di Cipro, successore di Damiano.

## Culto
San Sofronio di Cipro è ricordato l'8 dicembre. 
Dal Martirologio Romano: «Egli fu, in modo ammirevole, protettore dei piccoli, degli orfani, delle vedove; conforto dei poveri e di tutti gli oppressi».